# Günther Laufer

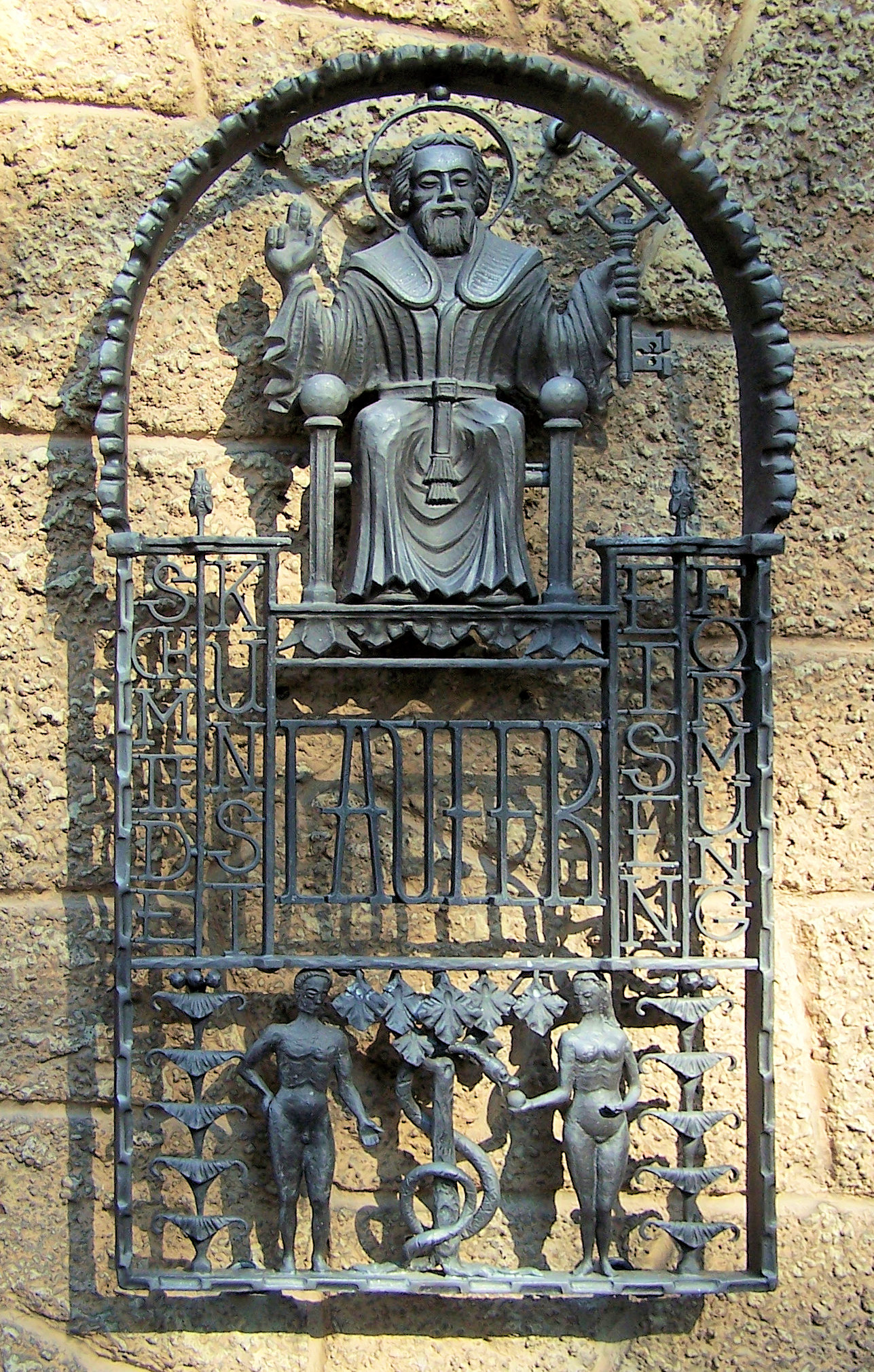
Handgeschmiedetes Werbeschild am Wohnhaus

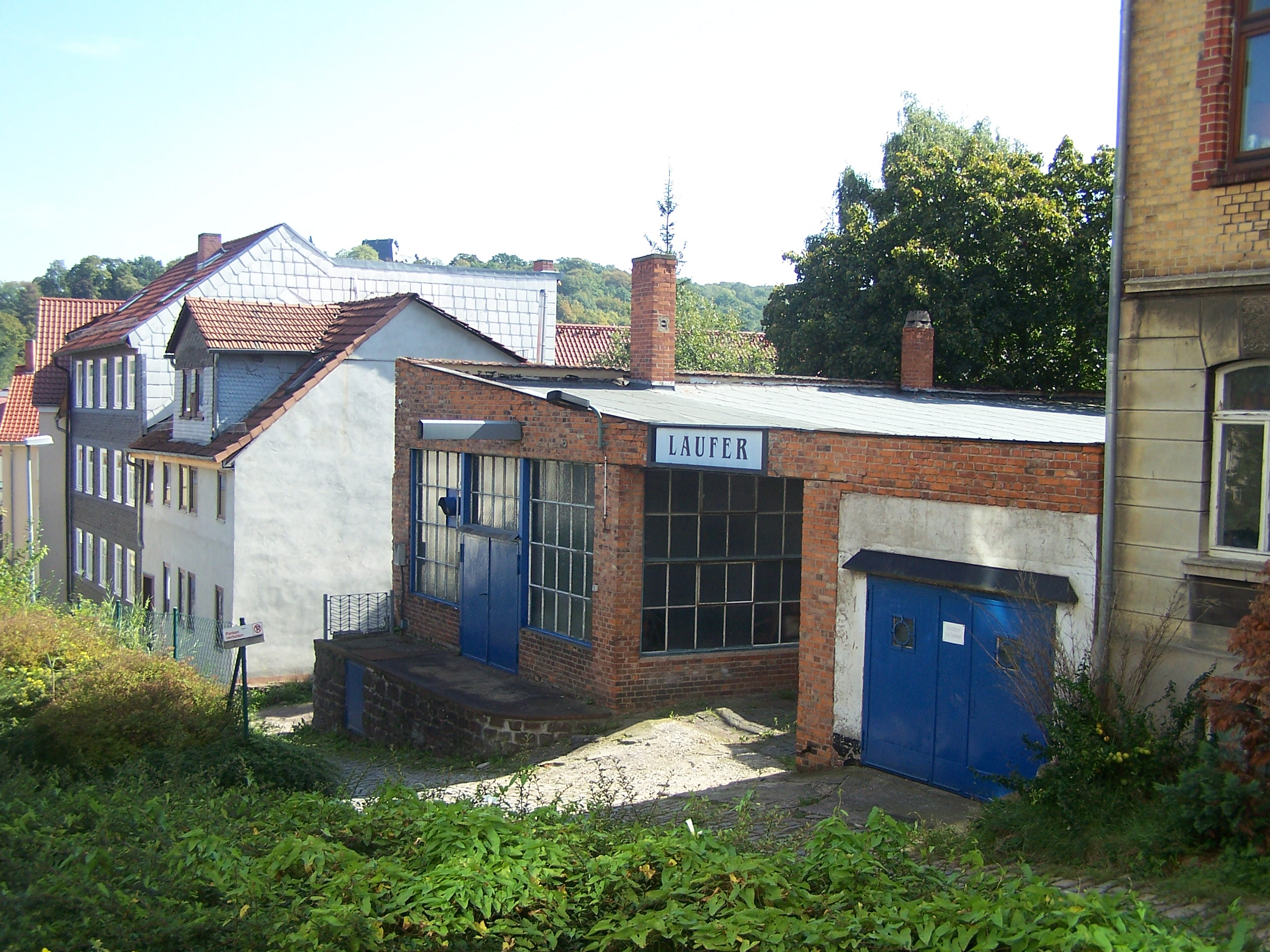
Das Werkstattgebäude

Günther Laufer (* 12. Mai 1907 in Eisenach; † 13. Juli 1992 ebenda) war ein deutscher Kunstschmied, Restaurator und Metallbildhauer.

## Leben
Günther Laufer wurde 1907 als Sohn des Kunstschmiede- und Schlossermeisters Gustav Laufer in Eisenach geboren. Nach dem Besuch des Realgymnasiums absolvierte er von 1922 bis 1926 eine Ausbildung zum Schmied im elterlichen Betrieb am Frauenberg und besuchte ab 1926 die Kunstgewerbeschule München sowie die Fachschule in Roßwein, wo er die Meisterprüfung ablegte. Prägend für sein künstlerisches Schaffen wurde nach eigenen Worten das Studium der bayerischen Schmiedekunst des Rokoko in München, besonders des Würzburger Kunstschmiedemeisters Johann Georg Oegg und die Technik der französischen Schule von Nancy. Nach Anstellungen als Assistent bei verschiedenen zeitgenössischen Metallbildhauern in Berlin und München, wo er ein Zusatzstudium in der Fachrichtung Stahlbau an der Technischen Hochschule München absolviert hatte, wurde er 1934 Lehrer der Metallklasse der Schule für Handwerksmeister in Weimar.
Nachdem er aus dem Zweiten Weltkrieg verwundet zurückgekehrt war, übernahm er 1941 den väterlichen Betrieb, den er bis zur Verstaatlichung im Jahr 1972 führte. 1967 wurde er als Professor an die Hochschule für industrielle Formgestaltung Halle, Burg Giebichenstein berufen. Er war Gründungsmitglied des Verbandes Bildender Künstler der DDR und dessen Ehrenvorsitzender sowie Vorsitzender der Sektion Kunsthandwerk Thüringen.
Günther Laufer starb am 13. Juli 1992 im Alter von 85 Jahren in seiner Geburtsstadt und fand seine letzte Ruhestätte auf dem dortigen Hauptfriedhof. Auf Antrag der SPD-Stadtratsfraktion wurde sein Grab im Jahr 2020 zum Ehrengrab der Stadt Eisenach erklärt.

## Leistungen, Werke
Günther Laufer war 1954/55 als Mitarbeiter von Richard Paulick als einer der zwölf zu dieser Zeit bedeutendsten Kunstschmiede der DDR an der Restaurierung der Staatsoper Berlin beteiligt.
Neben dem möglichst perfekten Kopieren klassischer Techniken suchte Laufer die künstlerische Herausforderung in der Gestaltung von Fassaden und öffentlichen Bauten, ein Markenzeichen seiner Arbeiten war das Verwenden von Abfallprodukten der metallverarbeitenden Industrie. So schuf er 1966 aus Stanzabfällen die Altarwand der Stephanuskirche in Weimar-Schöndorf. In seiner Heimatstadt Eisenach sind zahlreiche seiner Werke noch heute zu sehen, so der Drachenbrunnen auf der Wartburg, die Ziergitter am Stadtschloss, der Eselsbrunnen im Goethegarten oder die Sommergewinnsplastik am Schiffsplatz. Der von ihm 1970 geschaffene Brunnen auf dem Eisenacher Theaterplatz wurde 2010 wegen Baufälligkeit abgebaut.
Schon zu Lebzeiten wurden seine Werke auf zahlreichen Ausstellungen gezeigt, u. a. in Dresden 1958/1959, 1962/1963 und 1977/1978 auf der Vierten und Fünften Deutschen Kunstausstellung und der VIII. Kunstausstellung der DDR, 1963 im Grassi-Museum Leipzig, 1977 anlässlich seines 70. Geburtstages auf der Wartburg und 1985 in der Galerie am Fischmarkt in Erfurt.

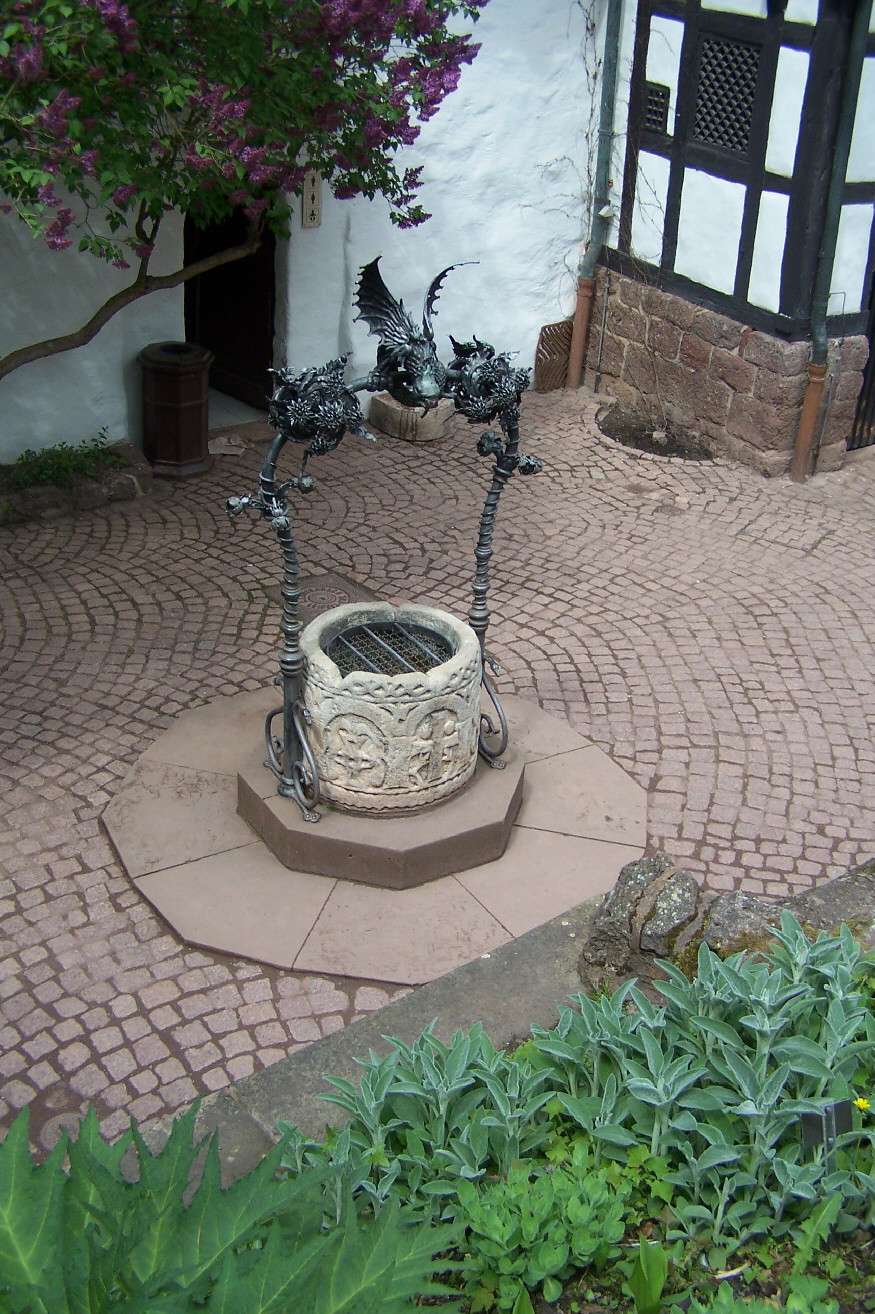
Drachenbrunnen auf der Wartburg
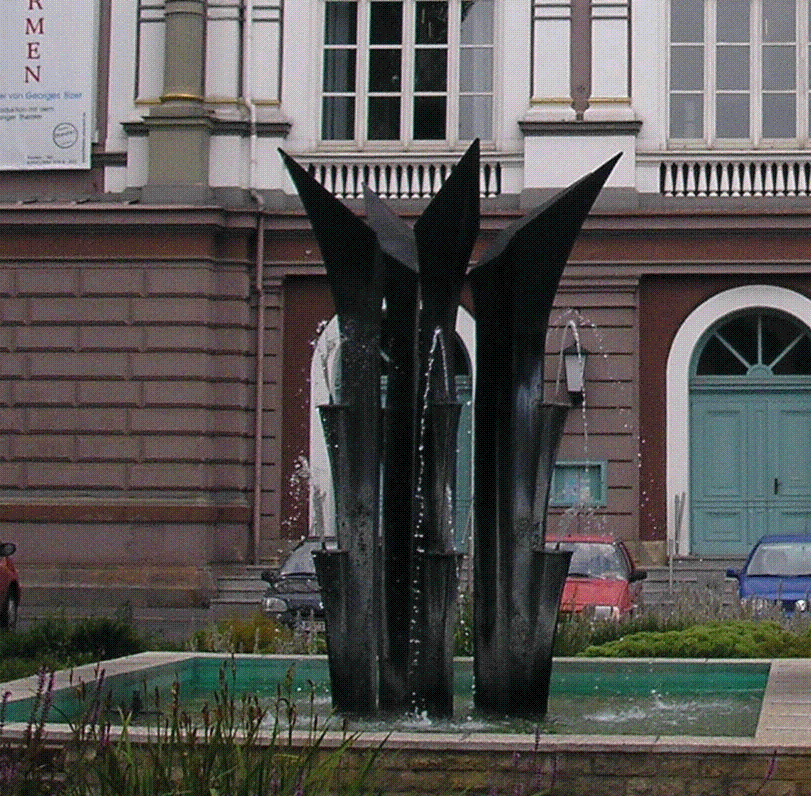
Brunnen am Theaterplatz in Eisenach (2010 abgebaut)
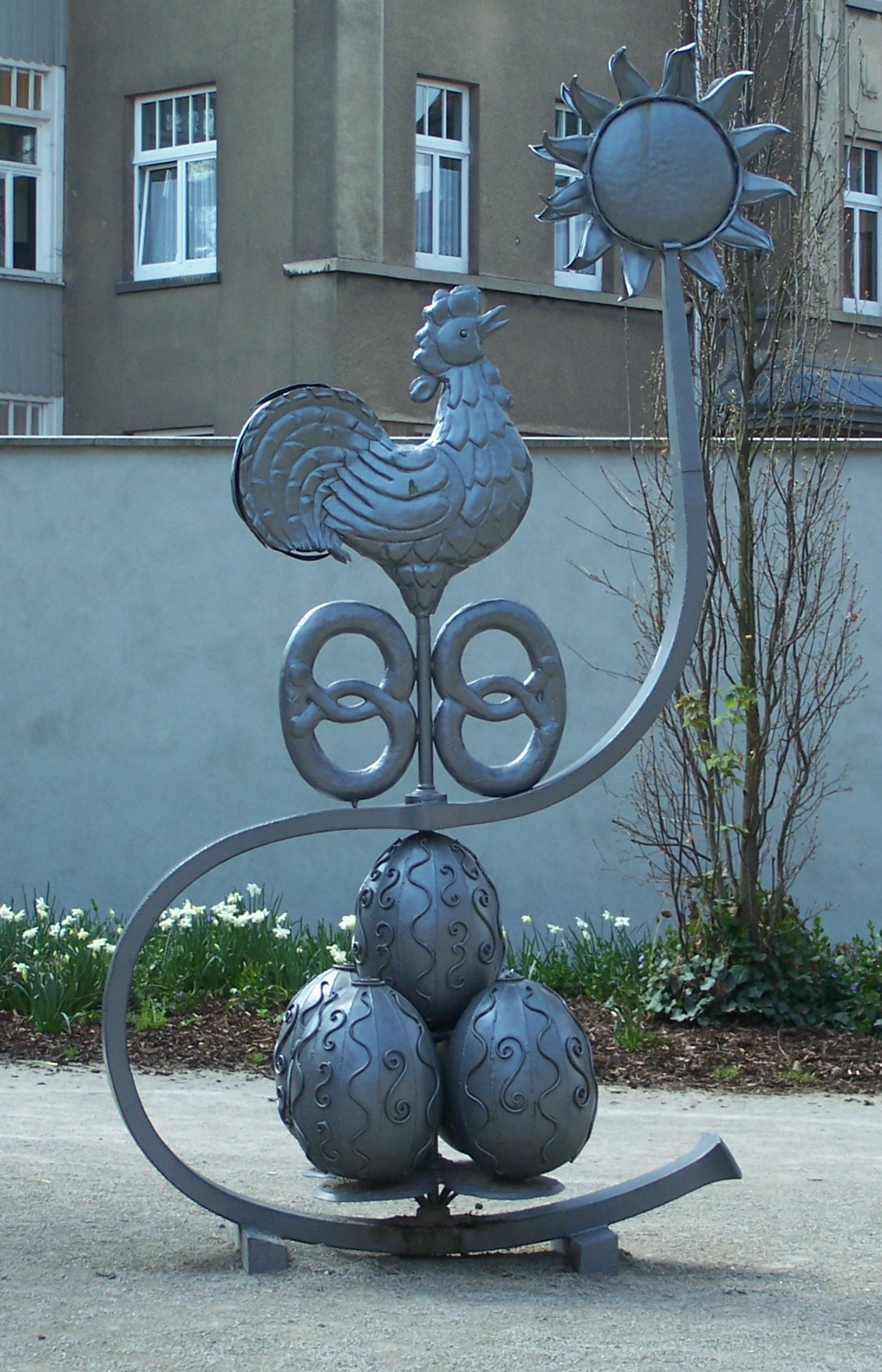
Sommergewinnsskulptur in Eisenach
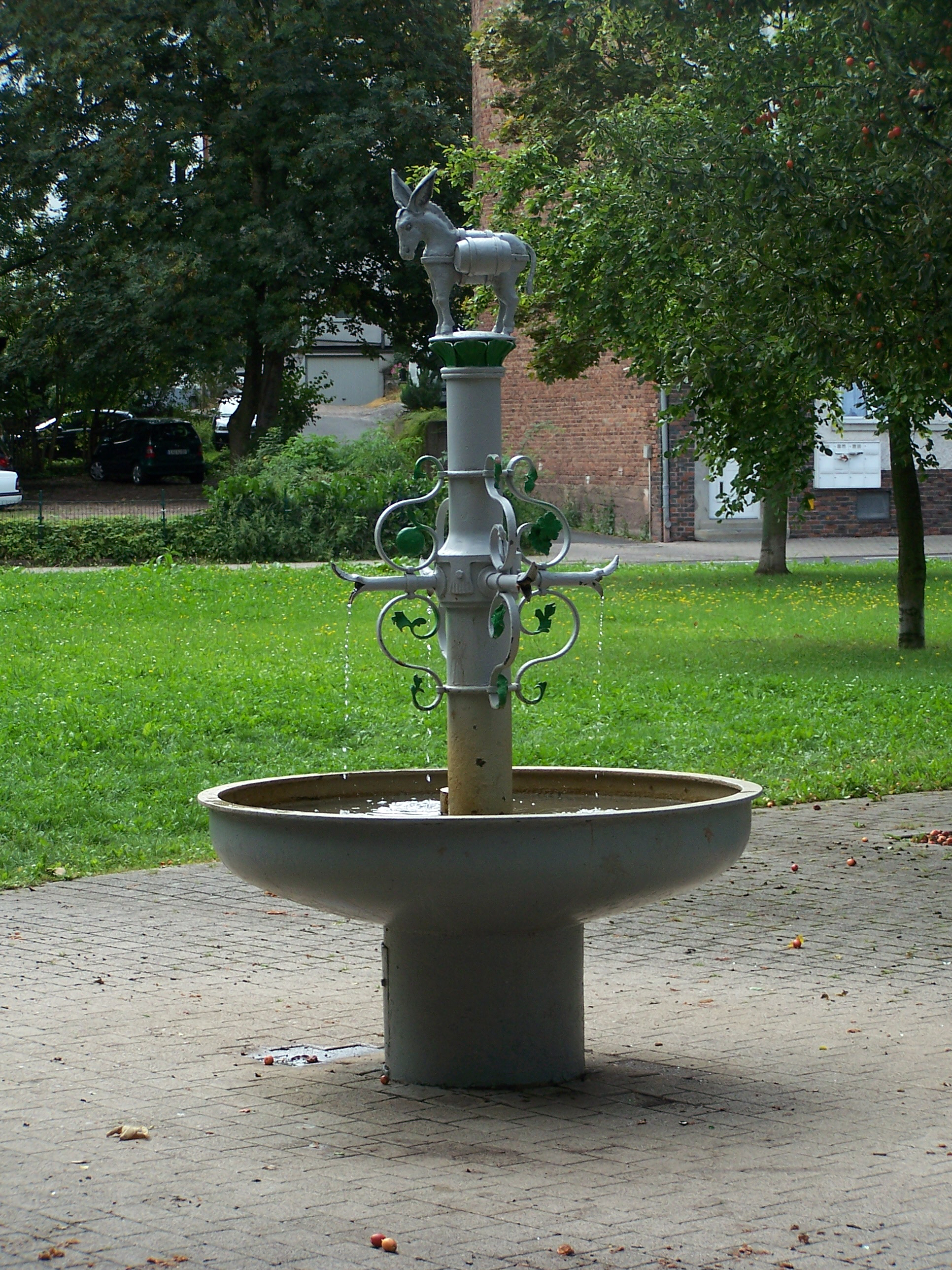
Eselsbrunnen Eisenach
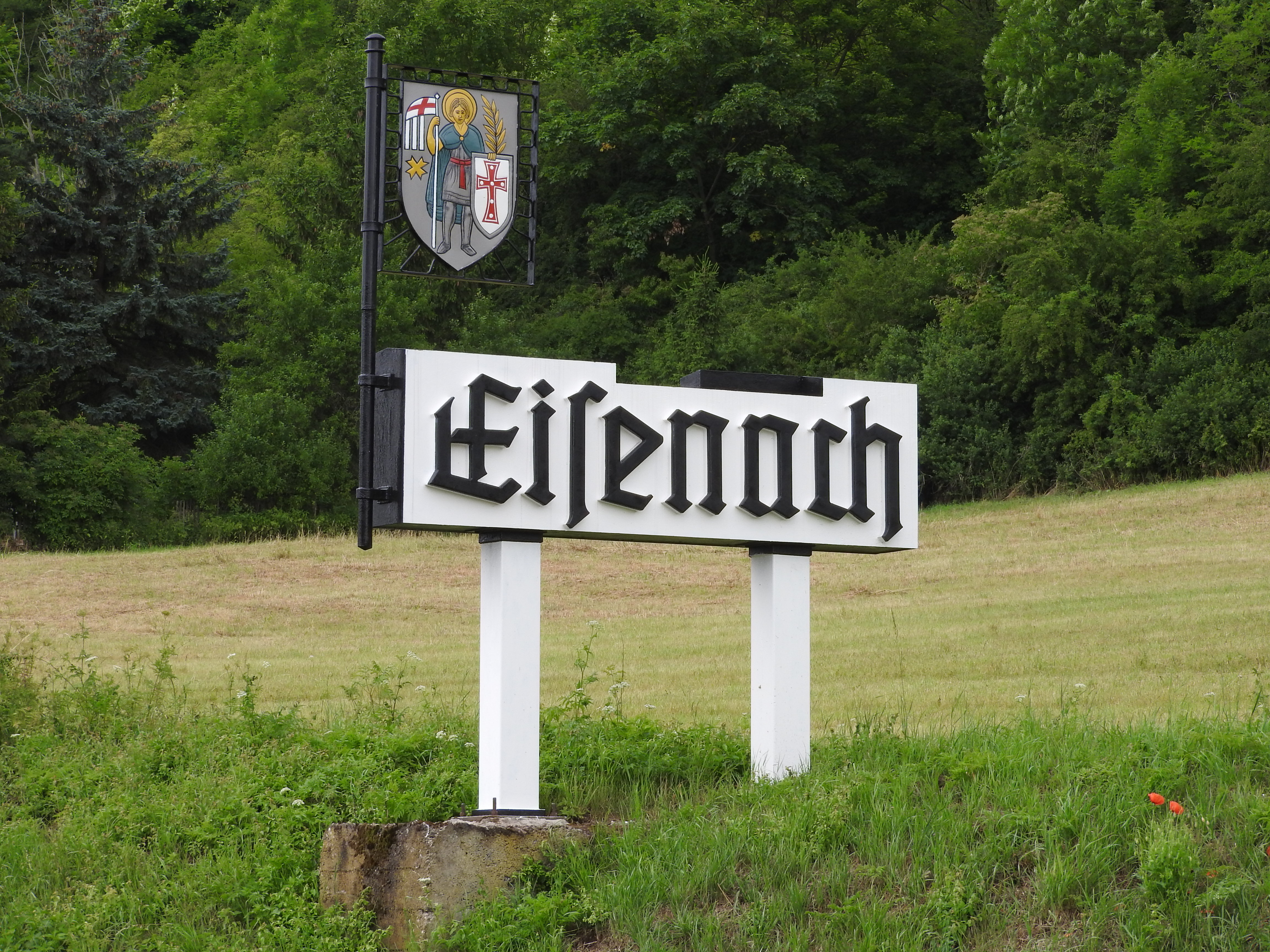
Schriftzug am Ortseingang von Eisenach

## Warenzeichen
Günther Laufer hat die Mehrzahl seiner Werke mit – GL – für Günther Laufer gekennzeichnet, dieses Signum benutzte aber bereits sein Vater Gustav Laufer, daher ist eine eindeutige Werkszuweisung schwierig.